# Peltaea obsita
Peltaea obsita är en malvaväxtart som först beskrevs av Carl Friedrich Philipp von Martius och Luigi Aloysius Colla, och fick sitt nu gällande namn av A. Krapovickas, C.L. Cristóbal. Peltaea obsita ingår i släktet Peltaea och familjen malvaväxter. Inga underarter finns listade i Catalogue of Life.

## Bildgalleri

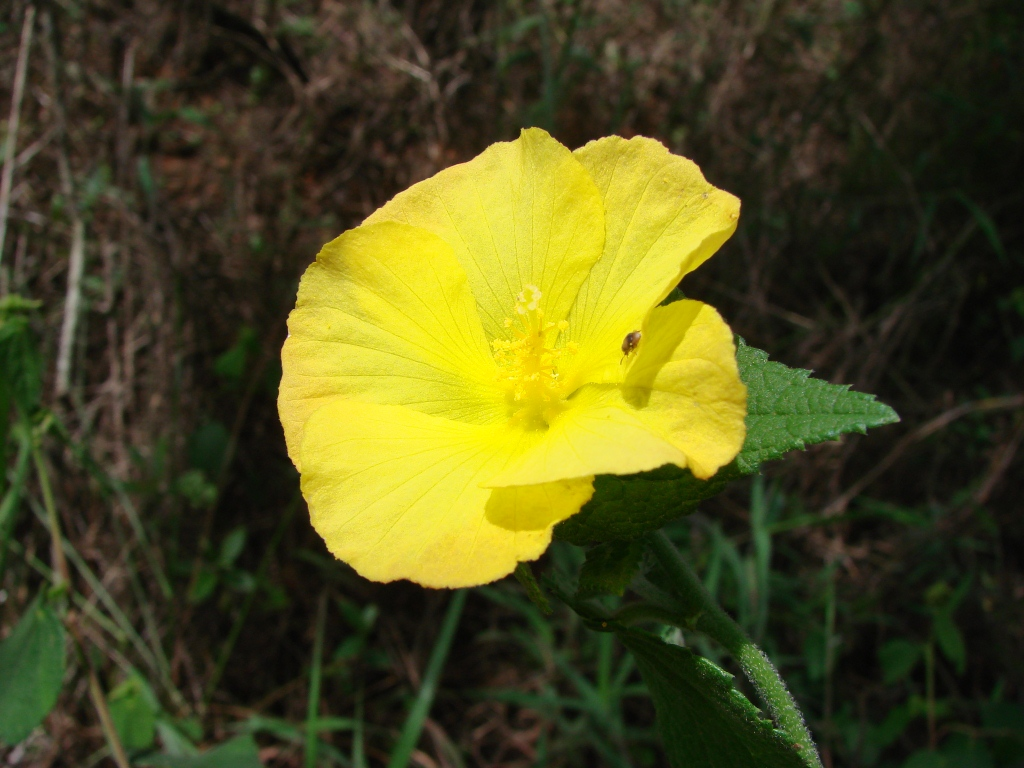
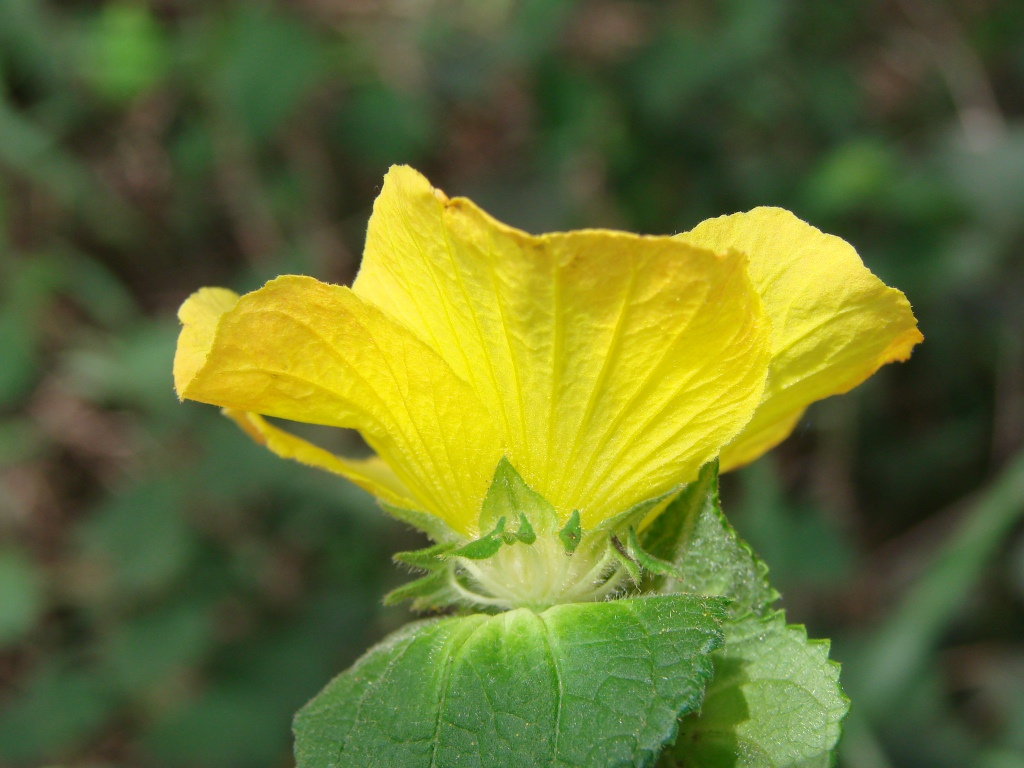
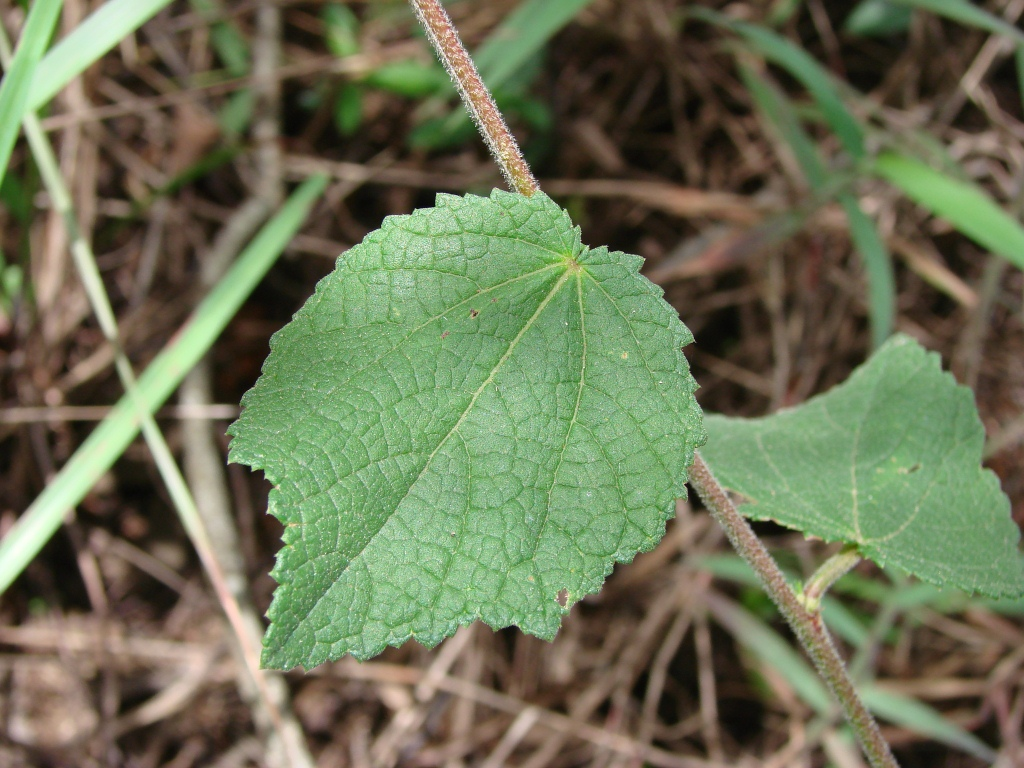
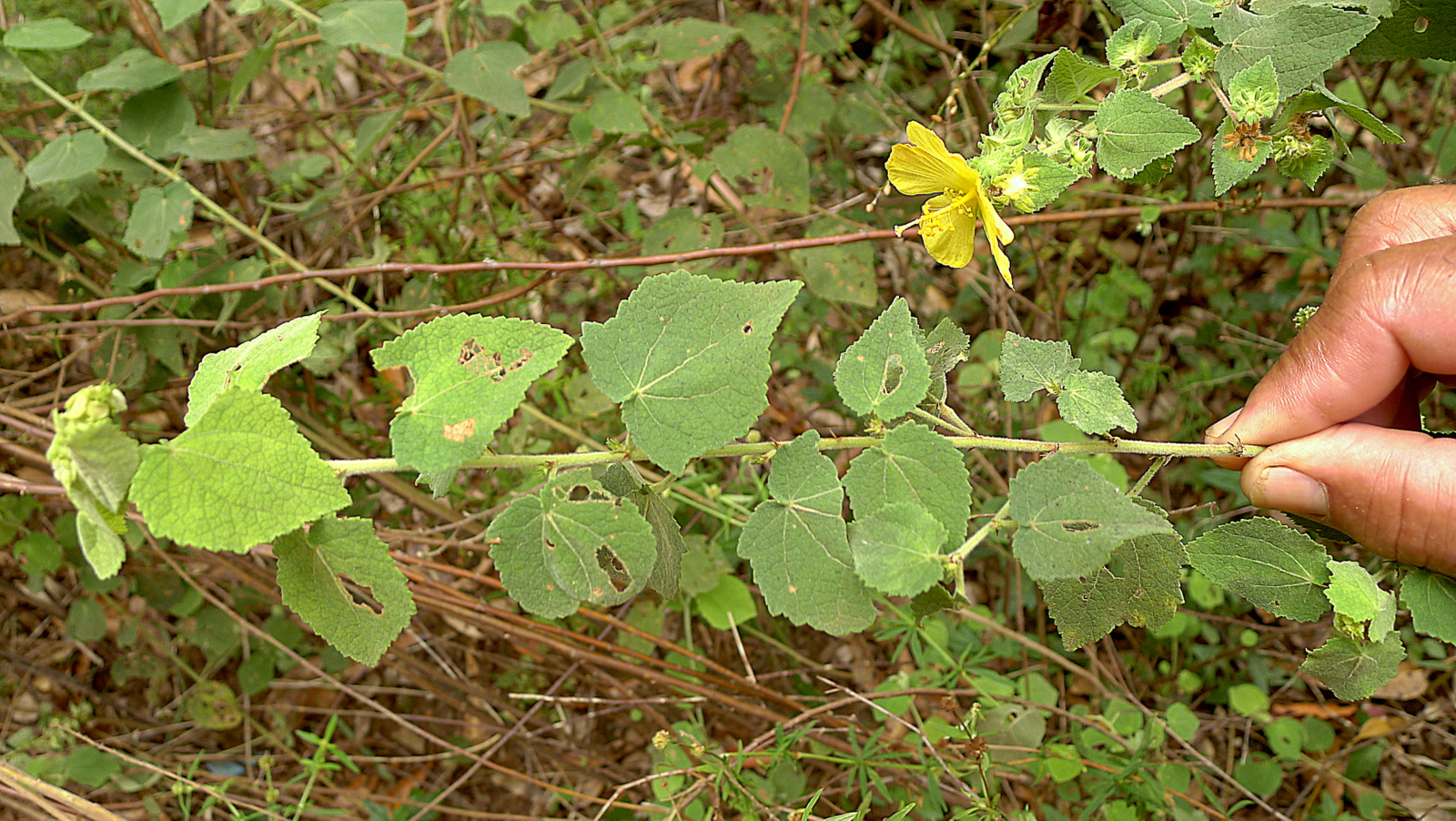
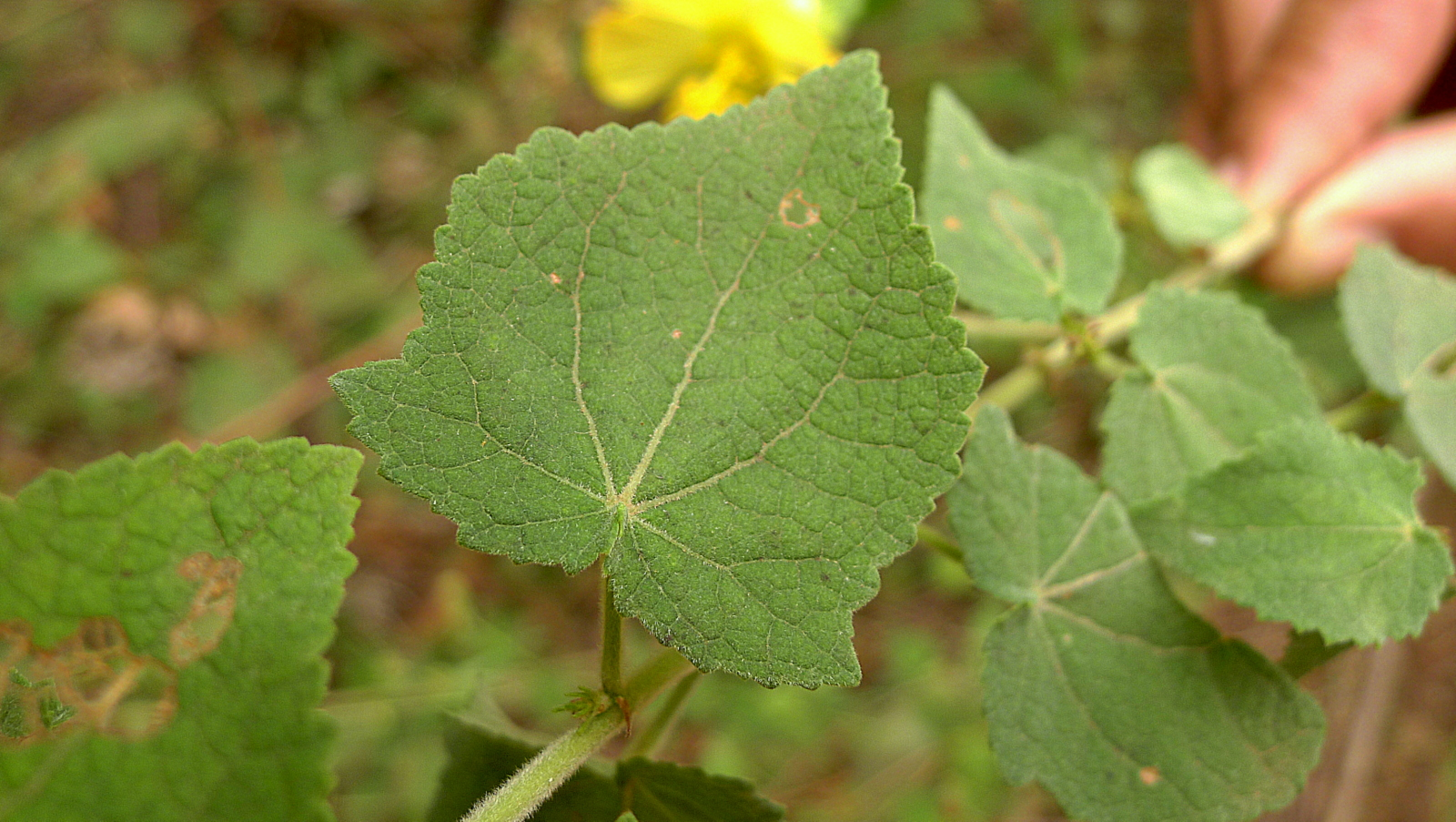
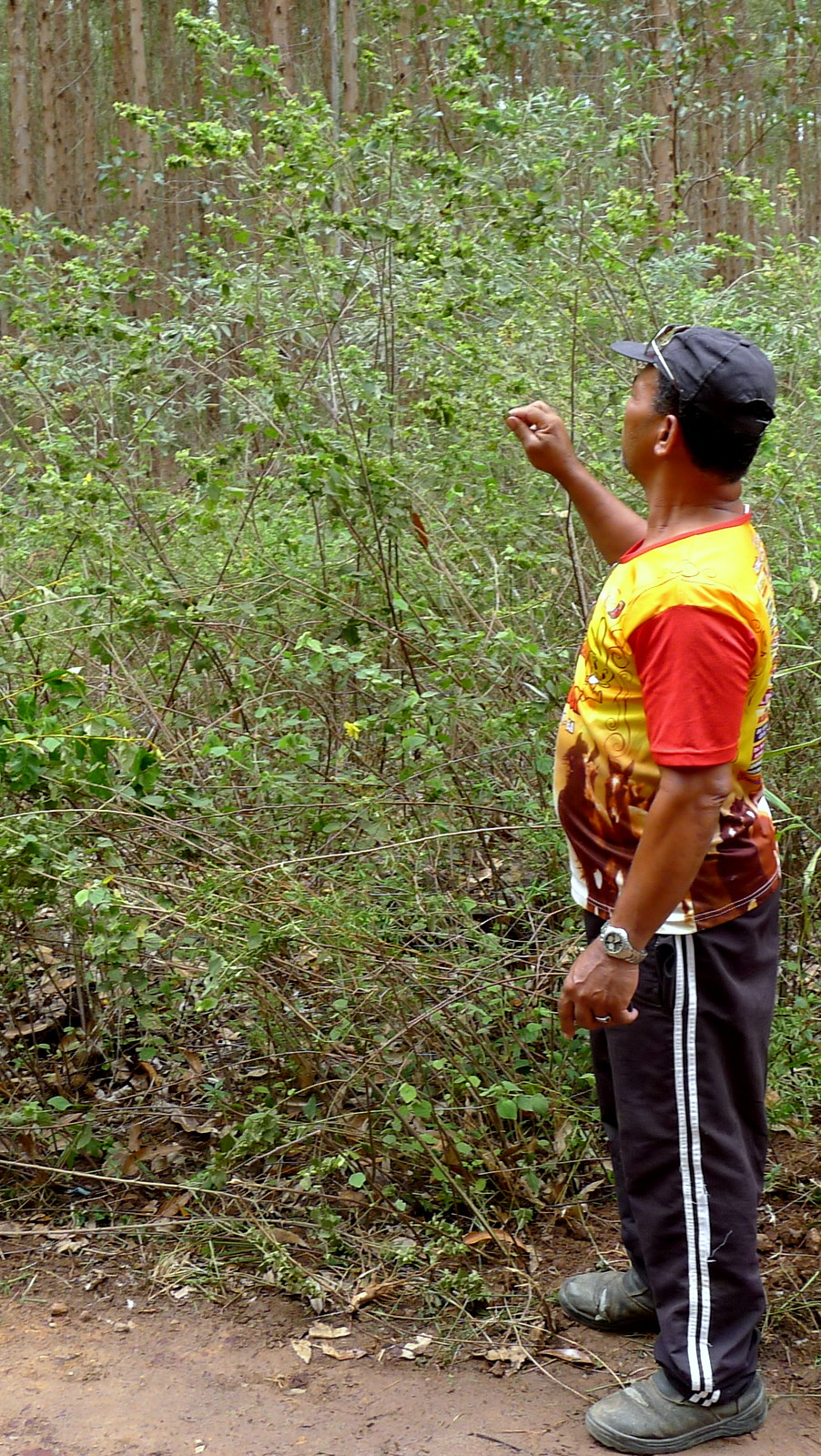